# Взрывной нуклеосинтез

Происхождение различных химических элементов.

Взрывной нуклеосинтез — нуклеосинтез, происходящий в звёздах, потерявших гидростатическое равновесие: например, при взрывах сверхновых. Считается, что в процессах взрывного нуклеосинтеза, хотя бы частично, образуются все химические элементы от углерода до железа, а также некоторые элементы тяжелее железа.
Массивные звёзды, пока находятся в гидростатическом равновесии, могут синтезировать в своём ядре углерод и более тяжёлые элементы вплоть до железа по массе. Однако, подавляющее большинство ядер, которые синтезируются, имеют чётное зарядовое число и массовое число, кратное 4, так как все они синтезируются с участием ядер {\displaystyle _{2}^{4}{\text{He}}} (альфа-частиц).
До развития теории взрывного нуклеосинтеза, неясным считалось происхождение ядер значительно тяжелее 56Fe, поскольку в ходе обычных ядерных реакций они успевают распадаться с выделением энергии. Однако в реальности существуют энергетически невыгодные ядра вплоть до трансурановых. Лишь исследование эволюции звёзд дало объяснение этому: в ходе коллапса звёзд, когда выбрасывается огромное количество нейтронов, происходят множественные захваты их сравнительно лёгкими ядрами в разлетающейся оболочке звезды. Таким образом, образуются ядра с избытком нейтронов, претерпевающих потом бета-распады с увеличением порядкового номера ядра. Кроме процесса коллапса сверхновых, как полагают, взрывной нуклеосинтез может происходить и в ходе слияния нейтронных звёзд.
Из-за того, что значительное количество вещества выбрасывается в межзвёздную среду при взрывах сверхновых, молодые звёзды формируются уже из более богатого тяжёлыми элементами вещества, и, как правило, сами имеют их в большем количестве.

## История открытия
Изначально считалось, что тяжелые элементы сформировались в основном при возникновении Вселенной, но в 1946 году Фред Хойл выдвинул гипотезу о том, что элементы тяжелее гелия синтезируются в ядрах массивных звёзд. Однако, в те времена про сверхновые было известно немного, и Хойл предполагал, что вещество выбрасывается в межзвёздную среду из-за слишком быстрого вращения звёзд. В 1954 году Хойл улучшил свою теорию, и она позволила объяснить, откуда взялось вещество от углерода до никеля в таком количестве, в котором оно наблюдается. Хойл описал реакции более подробно, а также предсказал, что при гравитационных коллапсах ядер массивных звёзд там происходит синтез более тяжёлых элементов, которые при этом выбрасываются в космос.
В 1957 году Маргерит Бербидж, Джефри Бербидж, Уильям Фаулер и Фред Хойл еще лучше доработали эту теорию и получили довольно точное объяснение количеству разных химических элементов во Вселенной. Их статья стала очень цитируемой и в англоязычной литературе известна как «статья B2FH», по первым буквам фамилий авторов.
В 1970 году Уильям Арнетт с коллегами показал, что в результате коллапса ядра его температура резко возрастает, в нём возникает ударная волна, и в таких условиях ядра с другими массовыми и зарядовыми числами синтезируются гораздо эффективнее.